# 爱德华多·帕雷特
爱德华多·帕雷特（西班牙語：Eduardo Paret，1972年10月23日—），古巴棒球运动员。他曾代表古巴国家队参加1996年、2004年和2008年夏季奥林匹克运动会棒球比赛，获得二枚金牌和一枚银牌。